# Reziuan Mirzov
Reziuan Mukhamedovitch Mirzov (en russe : Резиуан Мухамедович Мирзов) est un footballeur russe né le 22 juin 1993 à Baksan. Il évolue au poste d'ailier gauche au PFK Neftchi.

## Biographie

### Premières années (2012-2015)
Natif de Baksan, dans la république de Kabardino-Balkarie, Reziuan Mirzov commence la pratique du football dans les écoles de sport à Naltchik, évoluant d'abord sous les couleurs de l'équipe amateur de l'Elbrous avant de rejoindre les rangs du Spartak Naltchik en 2011. Il fait ses débuts professionnels avec ce dernier club le 22 août 2012 face au SKA-Energia Khabarovsk, à l'âge de 19 ans, dans le cadre du championnat de deuxième division. N'effectuant aucune autre apparition durant le restant de l'année 2012, il est prêté par la suite au Spartak Kostroma au premier semestre 2013, avec qui il joue sept rencontres en troisième division. Il connaît ensuite un second prêt au même échelon avec le Zvezda Riazan où il devient cette fois un titulaire régulier, disputant 22 matchs pour quatre buts marqués durant la deuxième partie de 2013.
Ses performances en prêt lui valent d'être recruté en début d'année 2014 par le Torpedo Moscou avec qui il termine la saison 2013-2014 en deuxième division, jouant six matchs et marquant un but tandis que son équipe atteint la troisième place et accède à la montée à l'issue des barrages de promotion. L'exercice suivant est l'occasion pour Mirzov de découvrir la première division où il apparaît à vingt-six reprises, souvent en tant que titulaire, et inscrit un but contre le FK Oufa le 8 décembre 2014 à l'occasion d'un match nul 2-2. Cela ne suffit cependant pas à assurer le maintien du club qui termine avant-dernier en fin de saison.

### Passage en première division et succès avec Tosno (2015-2019)
Durant l'été 2015, Mirzov est recruté par le Terek Grozny dans le cadre d'un contrat de quatre ans. Il subit cependant rapidement une grave blessure au ligament croisé dès le mois d'août qui l'éloigne des terrains pendant une grande partie de la saison, le joueur ne refoulant les terrains avec l'équipe première qu'à la mi-mai lors de l'avant-dernière journée. La saison 2016-2017 le voit cette fois passer la majorité du temps sur le banc des remplaçants, n'apparaissant qu'à huit reprises en tout, ce manque de temps de jeu amenant à la résiliation de son contrat en juillet 2017.
Rejoignant dans la foulée librement le FK Rostov qui le prête immédiatement au promu Tosno pour l'exercice 2017-2018. Sous ces couleurs, il retrouve une place de titulaire et dispute cette saison-là 20 matchs en championnat pour deux buts marqués. Lui et son équipe se font particulièrement remarqués dans la Coupe de Russie où ils réalisent un parcours exceptionnel les voyant finir vainqueur de la compétition, Mirzov étant notamment buteur lors de la finale face à l'Avangard Koursk (victoire 2-1). Malgré cet exploit, le club termine finalement avant-dernier à l'issue de l'exercice et disparaît dans la foulée tandis que le joueur retourne à Rostov.
Après quelques brèves apparitions durant l'été 2018, Mirzov est une nouvelle fois prêté à l'Arsenal Toula où il est là encore souvent titularisé et inscrit notamment six buts en vingt-trois rencontres, contribuant activement aux bonnes performances du club qui atteint la sixième place en fin de saison. Il prend également part à un nouveau parcours avancé dans la coupe nationale, qui s'arrête cependant au stade des demi-finales face à l'Oural Iekaterinbourg. Ses performances à Toula lui valent ainsi d'être appelé pour la première fois avec la sélection russe par Stanislav Tchertchessov durant le mois de juin 2019, bien qu'il ne fasse finalement aucune apparition à cette occasion.

### Spartak Moscou (depuis 2019)
À la mi-juillet 2019, Mirzov rejoint les rangs du Spartak Moscou dans le cadre d'un contrat de trois ans. Il y connaît cependant de grandes difficultés à s'imposer, n'étant titularisé qu'à quatre reprises en championnat pour dix-sept entrées en jeu plus ou moins brèves et un seul but, l'équipe réalisant de plus une saison médiocre qui la voit terminer en milieu de classement. Il dispute malgré tout ses premières rencontres européennes à cette occasion en participant à quatre matchs de qualification pour la Ligue Europa contre le FC Thoune et le Sporting Braga.
En manque de temps de jeu, il connaît finalement un nouveau prêt au début du mois d'octobre 2020, rejoignant cette fois le promu Khimki. Son arrivée correspond à un regain de forme de l'équipe, à l'origine relégable, qui remonte jusqu'au milieu de classement au moment de la trêve hivernale, Mirzov étant buteur à quatre reprises durant cette période,. Ces performances lui permettent de faire son retour en sélection au mois de mars 2021.
Après avoir fait son retour au Spartak Moscou à l'été 2021, Mirzov participe aux débuts de la saison 2021-2022 sous les couleurs de ce club avant de faire son retour à Khimki sous la forme d'un nouveau prêt au début du mois de septembre 2021.

## Statistiques
| Saison                | Club                    | Championnat           | Championnat | Championnat | Coupe(s) nationale(s) | Coupe(s) nationale(s) | Compétition(s) continentale(s) | Compétition(s) continentale(s) | Compétition(s) continentale(s) | Total | Total |
| Saison                | Club                    | Division              | M.          | B.          | M.                    | B.                    | Comp.                          | M.                             | B.                             | M.    | B.    |
| 2012-2013             | Spartak Naltchik        | D2                    | 1           | 0           | -                     | -                     | -                              | -                              | -                              | 1     | 0     |
| 2012-2013             | Spartak Kostroma (prêt) | D3                    | 7           | 0           | -                     | -                     | -                              | -                              | -                              | 7     | 0     |
| 2013-2014             | Zvezda Riazan (prêt)    | D3                    | 16          | 2           | 6                     | 2                     | -                              | -                              | -                              | 22    | 4     |
| 2013-2014             | Torpedo Moscou          | D2                    | 6           | 1           | -                     | -                     | -                              | -                              | -                              | 6     | 1     |
| 2014-2015             | Torpedo Moscou          | D1                    | 26          | 1           | 1                     | 0                     | -                              | -                              | -                              | 27    | 1     |
| 2015-2016             | Terek Grozny            | D1                    | 5           | 0           | -                     | -                     | -                              | -                              | -                              | 5     | 0     |
| 2016-2017             | Akhmat Grozny           | D1                    | 8           | 0           | -                     | -                     | -                              | -                              | -                              | 8     | 0     |
| 2017-2018             | FK Tosno (prêt)         | D1                    | 20          | 2           | 5                     | 1                     | -                              | -                              | -                              | 25    | 3     |
| 2018-2019             | FK Rostov               | D1                    | 3           | 0           | -                     | -                     | -                              | -                              | -                              | 3     | 0     |
| 2018-2019             | Arsenal Toula (prêt)    | D1                    | 23          | 6           | 6                     | 2                     | -                              | -                              | -                              | 29    | 8     |
| 2019-2020             | Spartak Moscou          | D1                    | 21          | 1           | 1                     | 0                     | C3                             | 4                              | 0                              | 26    | 1     |
| 2020-2021             | Spartak Moscou          | D1                    | 1           | 0           | -                     | -                     | -                              | -                              | -                              | 1     | 0     |
| 2020-2021             | FK Khimki (prêt)        | D1                    | 17          | 6           | 2                     | 0                     | -                              | -                              | -                              | 19    | 6     |
| 2021-2022             | Spartak Moscou          | D1                    | 5           | 0           | -                     | -                     | C1                             | 1                              | 0                              | 6     | 0     |
| 2021-2022             | FK Khimki (prêt)        | D1                    | 20          | 4           | 1                     | 0                     | -                              | -                              | -                              | 21    | 4     |
| 2022-2023             | FK Khimki               | D1                    | 15          | 2           | 3                     | 0                     | -                              | -                              | -                              | 18    | 2     |
| Total sur la carrière | Total sur la carrière   | Total sur la carrière | 194         | 25          | 25                    | 5                     | -                              | 5                              | 0                              | 224   | 30    |

## Palmarès
FK Tosno
- Coupe de Russie (1) :
  - Vainqueur : 2017-18.